# マリア・ヨルダノワ
マリア・ヨルダノワ（ブルガリア語: Мария Йорданова、ラテン文字転写: Maria Yordanova、2002年5月25日 - ）は、ブルガリアの女子バレーボール選手。ポジションはアウトサイドヒッター。ブルガリア代表。

## 来歴

### クラブチーム
ソフィア出身。小学4年のときにバレーボールをはじめた。2016年、Levski Sofia入団。2016/17～2019/20シーズンの国内リーグでは4年連続で準優勝とした。2020年7月、ルーマニアリーグのCSM Târgovișteへの移籍が発表され、2020/21シーズンのルーマニアリーグで優勝を果たした。2021/22シーズンも同チームと契約を更新し、ルーマニアリーグ、ルーマニアカップでは準優勝した。2022/23シーズンはフランスリーグのLevallois Paris Saint-Cloudでプレーし、フランスLigaAで3位となった。2023/24シーズンはトルコリーグのニルフェル・ベレディイェスポルでプレーした。

### 代表チーム
アンダーカテゴリーの代表として2016年のU-16欧州選手権で銅メダルを獲得した。2019年、エジプトで開催されたU-19世界選手権に出場し、135得点をあげてベストスコアラー部門トップの活躍をみせた。2020年、U-19欧州選手権に出場した。2021年、シニア代表に初選出され、同年のヨーロッパリーグで金メダルを獲得した。同年の欧州選手権に出場した。2022年、世界選手権に出場した。2023年、ネーションズリーグ、パリ五輪予選に出場した。

## 球歴
- 世界選手権 - 2022年
- ネーションズリーグ - 2022年、2023年、2024年
- オリンピック予選 - 2023年
- 欧州選手権 -2021年、2023年

## 所属クラブ
- Levski Sofia（2016-2020年）
- CSM Târgoviște（2020-2022年）
- Levallois Paris Saint-Cloud（2022-2023年）
- ニルフェル・ベレディイェスポル（2023-2024年）
- MOYAラドムカ・ラドム（2024年-）